# Euaresta bellula
Euaresta bellula es una especie de insecto del género Euaresta de la familia Tephritidae del orden Diptera.

## Historia
Snow la describió científicamente por primera vez en el año 1894.